# メガネのひらまつ
メガネのひらまつは、株式会社ブレスが岡山県南に9店舗を展開する眼鏡・サングラス・補聴器販売店。前身は平松時計店。1939年（昭和14年）に創業し、82年を迎えた岡山県の老舗眼鏡店である。

## 主な取引先
- シャルマン
- 内田屋
- 青山グループ
- HOYA
- TALEX
- 東海光学
- シバントス
- ソノバ

## 店舗
岡山県
岡山市 - 青江店・今店・平井店
倉敷市 - 倉敷本店・田ノ上店・福島店・中庄店・玉島店
総社市 - 総社店